# Tramway d'Armentières à Halluin
Ne doit pas être confondu avec Tramway d'Armentières.
Le tramway d'Armentières à Halluin est un ancien tramway ayant fonctionné entre ces deux villes entre le 23 mai 1895 et 31 mars 1932. La ligne est construite et exploitée par les Chemins de fer économiques du Nord (CEN); elle était intégrée au sein de cette société au Réseau Nord.

## Histoire

### Le schéma départemental de 1886
À la fin du XIXe siècle, face à l'urbanisation croissante, au développement de l'industrie et en réaction aux nombreuses demandes de concessions de lignes de chemin de fer secondaire ou tramway, le département du Nord adopte en 1886 le principe de réalisation d'un important réseau secondaire, destiné à être concédé, devant comporter 19 lignes pour un total de 429,7 kilomètres.
| Liste des lignes du schéma départemental de 1886 : |
| --- |
| 1. Bergues à Hondschoote (11,700 km); 2. Bergues à Steenvoorde et Hazebrouck (31,100); 3. Lille à Douai par Pont-à-Marcq (33,500); 4. Douai à Denain, par Aniches, Abscon et Lourches (25,600); 5. Denain à Valenciennes, par Thiant et Maing et pénétrant à Valenciennes par la porte Famars (13,500 km); 6. Thiant à Solesmes par Bermerain (20,600 km); 7. Solesmes à Caudry par Briastre (10,900 km); 8. Solesmes à Landrecies par Bousies (16,800 km); 9. Landrecies à Avesnes par Cartignies et Étrœungt (29,400 km); 10. Valenciennes au Quesnoy par Préseau, avec entrée à Valenciennes par la porte Famars (17,900 km); 11. Rœulx à Cambrai par Marquette, Wasnes-au-Bac et Bantigny (22,000 km); 12. Bon-Secours à Condé (4,800 km); 13. Condé à St-Amand, par Vieux-Condé, Bruille et Fontaine-Bouillon (13,400 km); 14. Saint-Amand à Lens, par Orchies, (partie située dans le Nord) (33,600 km); 15. Hazebrouck à Estaires par Merville (17,700 km); 16. (a) Valenciennes à Maubeuge, par Gussignies, Houdain et Taishières-sur-Hon (38,500 km), (b) Maubeuge à la frontière belge par Villers-sir-Nicole (7,800 km), (c) Bavay à Aulnoye ou Berlaimont, par Pont-sur-Sambre (13,200 km), (d) Maroilles à Aulnoye par Noyelles et Leval (9,200 km); 17. Lomme à La Bassée, par Englos, Ennetières-en-Weppes, Radinghem, Le Maisnil, Fromelles, Aubers, Illies (17,500 km); 18. Lille à Menin, avec embranchement sur Bondues, Linselles et Bousbecques (14,000 km); 19. Armentières à Halluin, par Deulémont et Comines(27,000 km). |

Parmi ces projets de lignes figure une ligne (no 19) devant relier Armentières à Halluin en longeant la vallée de la Lys par Comines, celle-ci n'empruntant quasiment que les chaussées est classifiée comme tramway.

### Les projets avortés
Déjà en 1880, deux projets desservant en partie de la vallée de la Lys mais restés sans suite avaient été établis : le premier présenté par la compagnie des Tramways du département du Nord (TDN), exploitant le tramway de Lille, pour des lignes de Lille à Armentières avec embranchement vers Nieppe et Houplines, Lille à Menin, Roncq à Comines par Bousbecque et Roncq à Tourcoing; le second projet proposé par la Compagnie générale des chemins de fer secondaires concerne une ligne de Lille à Armentières,.
Dans un second temps, à la suite du projet de réseau secondaire voulu par le département du Nord en 1886, seul Victor Lecocq, un armentiérois, demande la concession de la ligne d'Armentières à Halluin mais sa demande n'aboutira pas et la ligne reste en l'état de projet.

### Les Chemins de fer économiques du Nord
À la même période, le baron Édouard Empain, financier belge, développe un important réseau d'entreprises de transports pour exploiter les réseaux de tramway. Déjà exploitant du réseau de Valenciennes à partir des années 1880, il va développer son réseau vers le nord du département, en prenant possession de la compagnie des Tramways du département du Nord dont il rachète 90 % des actions et va via la société exploitant le tramway de Valenciennes, la société des Chemins de fer économiques du Nord (CEN) demander la concession de la ligne d'Armentières à Halluin. Sa société obtient la concession de la ligne en 1891, sous le régime de voie ferrée d'intérêt local (VFIL) pour une durée de soixante ans,.

### Mise en service et évolution
L'exploitation était assurée par la compagnie des chemins de fer économiques du Nord. Le 21 mars 1895 a lieu le premier essai ; le 23 mai, la mise en service.
Elle fut marquée par les destructions de la Grande Guerre. Après le conflit, la reprise du réseau eut lieu par paliers : 1920, puis 1924.
Les navettes passèrent de 6 à 3.
Du fait du déficit engrangé, la compagnie négocie son rachat par le Département. Le 19 mars 1931 un décret confirme, l'achat de la ligne par le département du Nord, et sa mise en affermage à la Société générale des transports départementaux. Néanmoins il n'y a pas d'améliorations et un projet de déclassement est mis à l'enquête avec l'approbation de la société fermière. La commission d'enquête donne un avis favorable à ce projet le 1er septembre 1931 et le gouvernement déclasse la ligne par le décret du 31 mars 1932.

## Infrastructure

### Voies et tracés
| Infrastructure |                                                               |
|                | Dépôt, installation technique ou voyageurs (stations, gares). |
|                | Emprise en site indépendant.                                  |
|                | Emprise en tunnel.                                            |
|                | Pont en site indépendant.                                     |
|                | Voie de service ou de fret.                                   |

La ligne d'Armentières à Halluin est longue de (26 km). Au départ d'Armentières, le tram emprunte les rues de Comines, de la Gare, de Lille, de Notre-Dame, des Promenades, du Rond-Point, de Roubaix, de Chanzy et d'Ypres. Un poste de prise d'eau est installé rue de la Gare.
Avant 1900, la durée du trajet est de 33 minutes et est marquée par 12 stations.

### Arrêts et stations
La ligne comporte différentes gares présentant un bâtiment à 1 étage et 3 travées d'un modèle standardisé. Elle assure également la liaison avec le grand chemin de fer de la Compagnie des chemins de fer du Nord aux gares d'Armentières, Houplines, Comines et Halluin.
Type : type de bâtiment standardisé, voir CEN, section arrêts pour la description des modèles standardisés d'arrêts.
| Illustration | Nom                | Ville       | Type |
| ------------ | ------------------ | ----------- | ---- |
|              | Bousbecque         | Bousbecque  | 1a   |
|              | Deûlémont          | Deûlémont   | 1a   |
|              | Frelinghien        | Frelinghien | 1a   |
|              | Houplines Nouvelle | Houplines   | 1a   |
|              | Wervicq            | Wervicq-Sud | 1a   |

### Dépôt

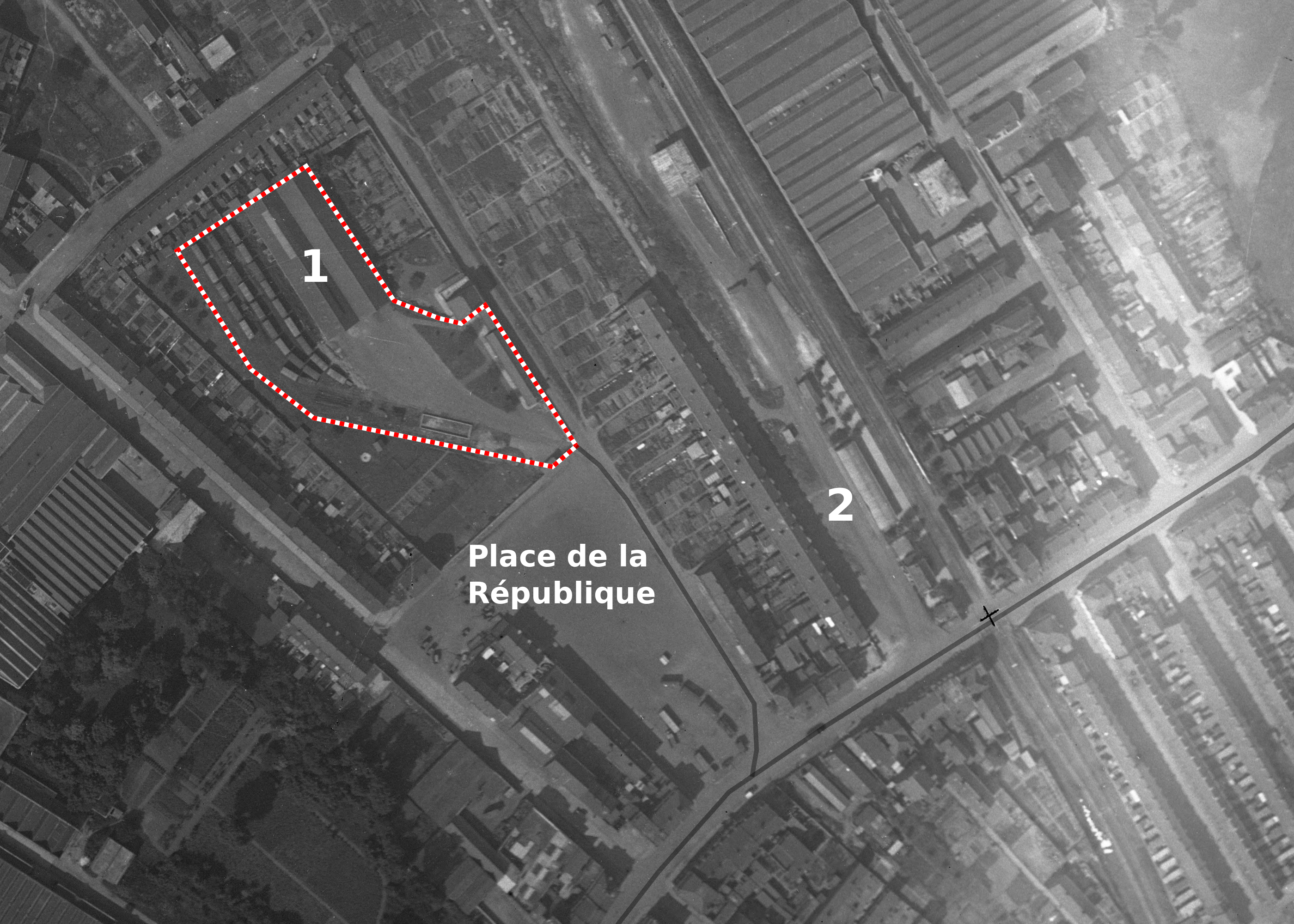
Plan du dépôt d'Houplines (photographie aérienne de 1931)
1. 1 Bâtiments du dépôt et remise.
2. 2 Gare d'Houplines

Le dépôt est situé place de la République à Houplines. Une partie des deux remises a été détruite entre 1992 et 1993 pour laisser place à un supermarché, la partie restante au nord est intégrée dans le bâtiment du supermarché. Il reste également un second bâtiment adjacent à la rue des Tramways, qui porte ce nom du fait de l'ancienne présence du dépôt.

## Matériel roulant

### Cadre légal
Les règles concernant le matériel roulant sont identiques à celles en vigueur sur le tramway de Saint-Amand à Hellemmes : la largeur des véhicules est limitée à 2,3 m, l'exploitation se faisant au moyen de locomotives à vapeur et remorques, la longueur des trains ne peut dépasser 60 m pour un maximum de 10 voitures. La vitesse des trains en exploitation est limitée à 20 km/h.

### Locomotives à vapeur

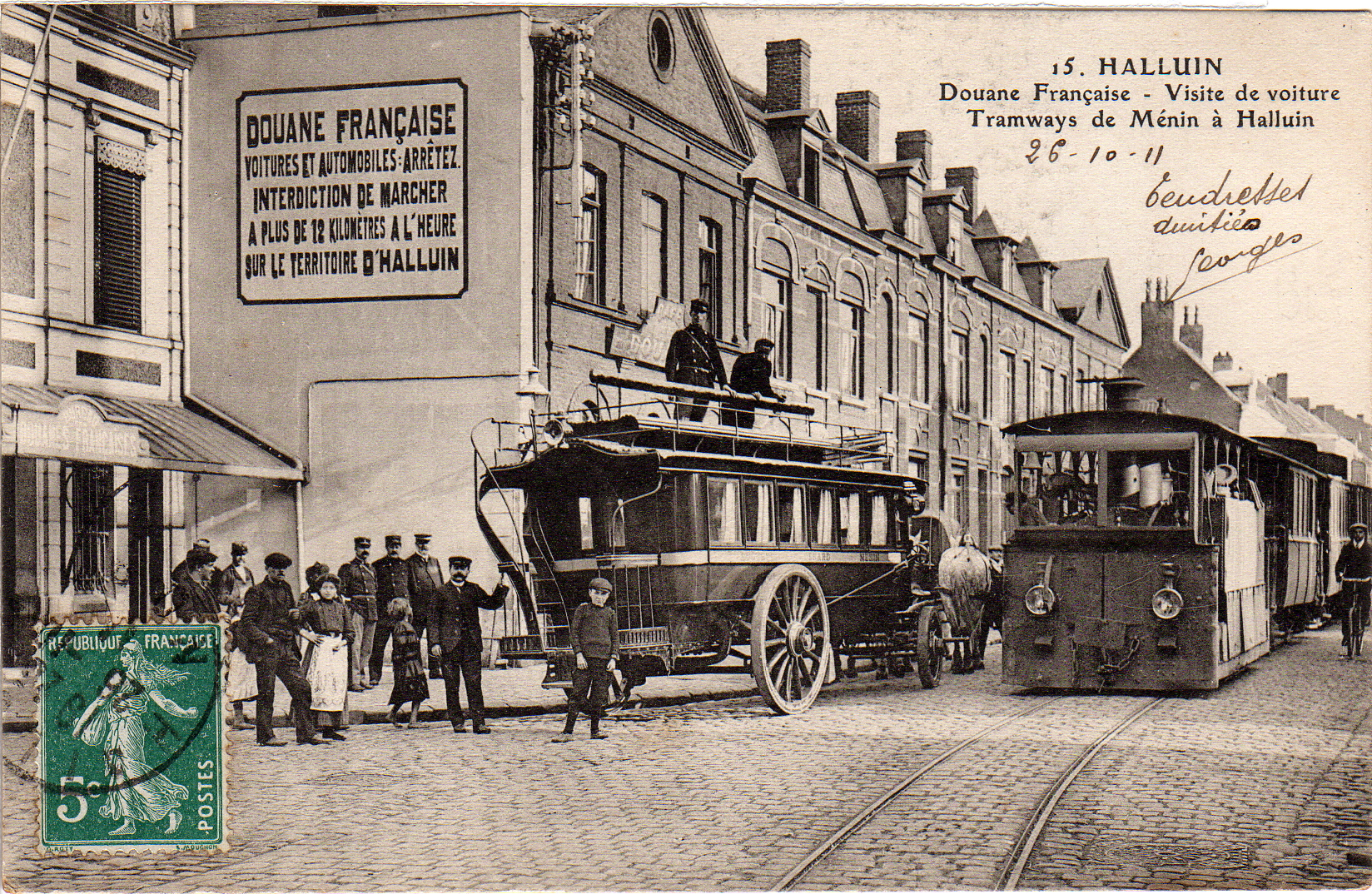
Locomotive bicabine de type 030T de la série 15 à 21 à la douane d'Halluin.

no 15, 16, 19 et 21, type 030T Locomotive bicabine, issues d'une série de 7 machines (numéros 15 à 21), livrée en 1896 par les Ateliers de construction du Nord de la France (ANF) de Blanc-Misseron.